# 燕不伦
燕不伦，元朝将领。蒙古八鲁剌思氏。
燕不倫奉興聖太后答己之旨，充千戶。不久改充萬戶，代其父職。不久罢免，将其父所受司徒印和萬戶符歸还给有司，仍然充直宿衛。致和元年（1328年）八月，元泰定帝驾崩，他在上都思念元武宗之恩，與同僚合謀奉迎元文宗图帖睦尔。同僚被捕，他率其屬逃回大都。元文宗特賜他龍衣一襲，命為通政院使。天曆元年（1328年）九月，同丞相燕帖木兒敗在红桥（今属北京市）大败王禅，后又在白浮、昌平東、石槽等处作战。有功。文宗嘉赏，拜为榮祿大夫知樞密院事，将忽必烈带过的金帶賜给他。

## 家族
- 高祖父：不鲁罕
  - 曾祖父：许儿台
    - 祖父：甕吉剌䚟
      - 父：忽林失
        - 燕不伦